# Eighth
Eighth war ein englisches Gewichtsmaß und war das Achtel des Juwelenkarats. Auf den Kleinen Antillen, die alle unter britischer Verwaltung standen (Anguilla, Barbados, Barbuda, Dominica, Grenada, Montserrat, Nevis, St. Kitts, St. Lucia, St. Vincent, Tobago, Tortola, Trinidad, Virgin), waren die Maßverhältnisse
- 1 Karat = 2 Grains = 8 Eighths = 0,2053 Gramm
- 1 Eighth = 0,025663 Gramm